# Kanton Marsanne
Kanton Marsanne (fr. Canton de Marsanne) je francouzský kanton v departementu Drôme v regionu Rhône-Alpes. Skládá se z 15 obcí.

## Obce kantonu
- La Bâtie-Rolland
- Bonlieu-sur-Roubion
- Charols
- Cléon-d'Andran
- Condillac
- La Coucourde
- La Laupie
- Manas
- Marsanne
- Roynac
- Saint-Gervais-sur-Roubion
- Saint-Marcel-lès-Sauzet
- Sauzet
- Savasse
- Les Tourrettes